# モントランブラン (ケベック州)
モン＝トランブラン（仏：Ville de Mont-Tremblant）は、ケベック州のローレンシャン高原にある市。ローレンティッド地域ローレンティッド郡に属する。モントリオールより北へ130kmほどのところにあり、市街地より13kmほど行ったところにスキーリゾートで特に有名なトランブラン山のモン＝トランブラン・スキー・リゾートがある。モン＝トランブランとはフランス語で「震える（揺れる）山」を意味する。